# Gåshäran (Sottunga, Åland)
Gåshäran är ett skär i Åland (Finland). Det ligger i Skärgårdshavet och i kommunen Sottunga i landskapet Åland, i den sydvästra delen av landet. Ön ligger omkring 46 kilometer öster om Mariehamn och omkring 230 kilometer väster om Helsingfors.
Öns area är 3 hektar och dess största längd är 300 meter i nord-sydlig riktning. Trakten är glest befolkad. Närmaste större samhälle är Föglö, 18,6 km väster om Gåshäran.